# شب آتش
شب آتش (به انگلیسی: Bonfire Night) یا شب گای فاکس (به انگلیسی: Guy Fawkes Night) یک جشن سالیانه‌است که به نشانهٔ شکست طرح باروت لندن در پنجم نوامبر هر سال برگزار می‌شود. این مناسبت ابتدا در بریتانیا برگزار می‌شد. جایی که توسط پارلمان حرکتی برای شکرگزاری محسوب می‌شد و تا سال ۱۸۹۵ حرکتی اجباری بود. این جشن برای رستگاری پادشاه انگلستان، اسکاتلند و ایرلند بود. همچنین در برخی از مستعمرات سابق بریتانیا شامل نیوزیلند، نیوفاندلند، آفریقای جنوبی، بخش‌هایی از دریای کارائیب و قسمتهایی از قلمرو بریتانیا در برمودا بود.
شب آتش در استرالیا جشنی بود که تا میانه‌ها و اواخر سال ۱۹۷۰ وجود داشت. تا زمانی که فروش عمومی وسایل آتش بازی و استفاده از آن‌ها غیرقانونی اعلام و رسماً برگزاری جشن منحل گردید. آتش بازی و نورافکنی محور اصلی جشن شب آتش هستند.